# SN 2001ey
SN 2001ey – supernowa typu IIn odkryta 16 października 2001 roku w galaktyce M-01-57-10. W momencie odkrycia miała maksymalną jasność 17,60m.